# Chester (Pennsylvania)
Chester település az Amerikai Egyesült Államok Pennsylvania államában, Delaware megyében. Lakosainak száma 32 605 fő (2020. április 1.). Chester Chester Township, Upper Chichester Township, Trainer, Logan Township, Greenwich Township, Eddystone, Ridley Township, Nether Providence Township, Brookhaven, Parkside és Upland településekkel határos. 1682-1851 között Delaware megye megyeszékhelye volt.

## Népesség
A település népességének változása:
| Lakosok száma | 657  | 1667 | 9485 | 20 226 | 38 537 | 59 285 | 63 658 | 45 794 | 36 854 | 32 605 |
|               | 1820 | 1850 | 1870 | 1890   | 1910   | 1940   | 1960   | 1980   | 2000   | 2020   |

## Híres személyek
- itt született Joe Chambers (1942–) amerikai dzsesszdobos, zongorista, vibrafonista, zeneszerző